# شهاب الدين بن عربشاه
ابن عَرَبْشَاه (791 - 854 ه‍ / 1389 - 1450 م) هو أديب ومؤرخ ورحالة مسلم. هو أحمد بن محمد بن عبد الله بن إبراهيم، أبو محمد، شهاب الدين، وشهرته ابن عربشاه. رحل في عدد من البلاد الإسلامية، وعُرف ببراعته في الكتابة والنظم بالعربية والفارسية والتركية. ولد وترعرع في دمشق. في وقت لاحق عندما غزا تيمورلنك سوريا، انتقل إلى سمرقند وبعد ذلك إلى بلاد ما وراء النهر. انتقل بعد ذلك إلى أدرنة وعمل في بلاط السلطان محمد الأول وكان يترجم الكتب العربية إلى التركية والفارسية. عاد لاحقًا إلى دمشق بعد أن غاب عن المدينة لمدة 23 عامًا. ثم انتقل بعد ذلك إلى مصر ومات هناك. ابنه هو الفقيه عبد الوهاب ابن عربشاه.

## آثاره
- فاكهة الخلفاء ومفاكهة الظرفاء (ألفه علي نهج مرزبان نامه[5] ولكنه التزم بالسجع)
- عجائب المقدور في نوائب تيمور (في أخبار تيمور لنك)
- منتهى الأرب في لغات الترك والعجم والعرب
- التأليف الطاهر في شيم الملك الظاهر (في أخبار الملك الظاهر بيبرس)
- جامع الحكايات ولامع الروايات
- العقد الفريد في التوحيد
- غرة السير في دول الترك والتتر